# ژامان-تو
ژامان-تو (قرقیزی: Жаман-Тоо) یک رشته کوه در کشور قرقیزستان است.